# Grotta Guattari
La grotta Guattari è un sito preistorico situato nel Lazio. Si apre a un centinaio di metri dalla costa del mar Tirreno, sul fianco orientale del promontorio del Circeo, a San Felice Circeo.

## Storia del ritrovamento
La scoperta del sito, della quale ci restano le testimonianze del prof. Alberto Carlo Blanc e di Alessandro Guattari, avvenne per caso il 24 febbraio 1939 quando alcuni lavoratori furono incaricati di estrarre alcune pietre da Guattari, un proprietario terriero della zona; un'antica frana aveva infatti bloccato l'ingresso della grotta.
In fondo alla grotta, in un antro terminale poi denominato "Antro dell'Uomo", assieme a quello che fu interpretato come un approssimativo cerchio di pietre, il proprietario scoprì un cranio, Guattari 1, evolutivamente attribuibile a Homo neanderthalensis, ben conservato, mentre in superficie furono ritrovate due mandibole, conosciute come Guattari 2 e Guattari 3. Il cranio si presentava quasi completo tranne la perdita di porzioni ossee pertinenti l'area orbitale destra e parte del margine del forame occipitale, il punto in cui il cranio si articola con la colonna vertebrale. Vennero immediatamente condotti degli scavi dal prof. Alberto Carlo Blanc e L. Cardini.
Un nuovo ritrovamento, questa volta di ossa di 9 individui sempre neandertaliani - nel corso delle ricerche della Soprintendenza archeologia, belle arti e paesaggio per le province di Frosinone e Latina in collaborazione con l’Università degli studi di Roma Tor Vergata, iniziate nell’ottobre del 2019, viene reso noto nel 2021.
I reperti, insieme agli altri due trovati in passato nel sito, portano così a 11 il numero complessivo di individui presenti nella Grotta Guattari. Degli ultimi ritrovamenti, otto risalgono ad un periodo compreso tra i 50.000 e i 68.000 anni fa, mentre il più antico risale ad un periodo tra 100.000 e i 90.000 anni fa. Oltre ai resti dei Neanderthaliani, questi ultimi scavi hanno portato alla luce numerosi reperti ossei animali, tra i quali elefanti, rinoceronti e cervidi.

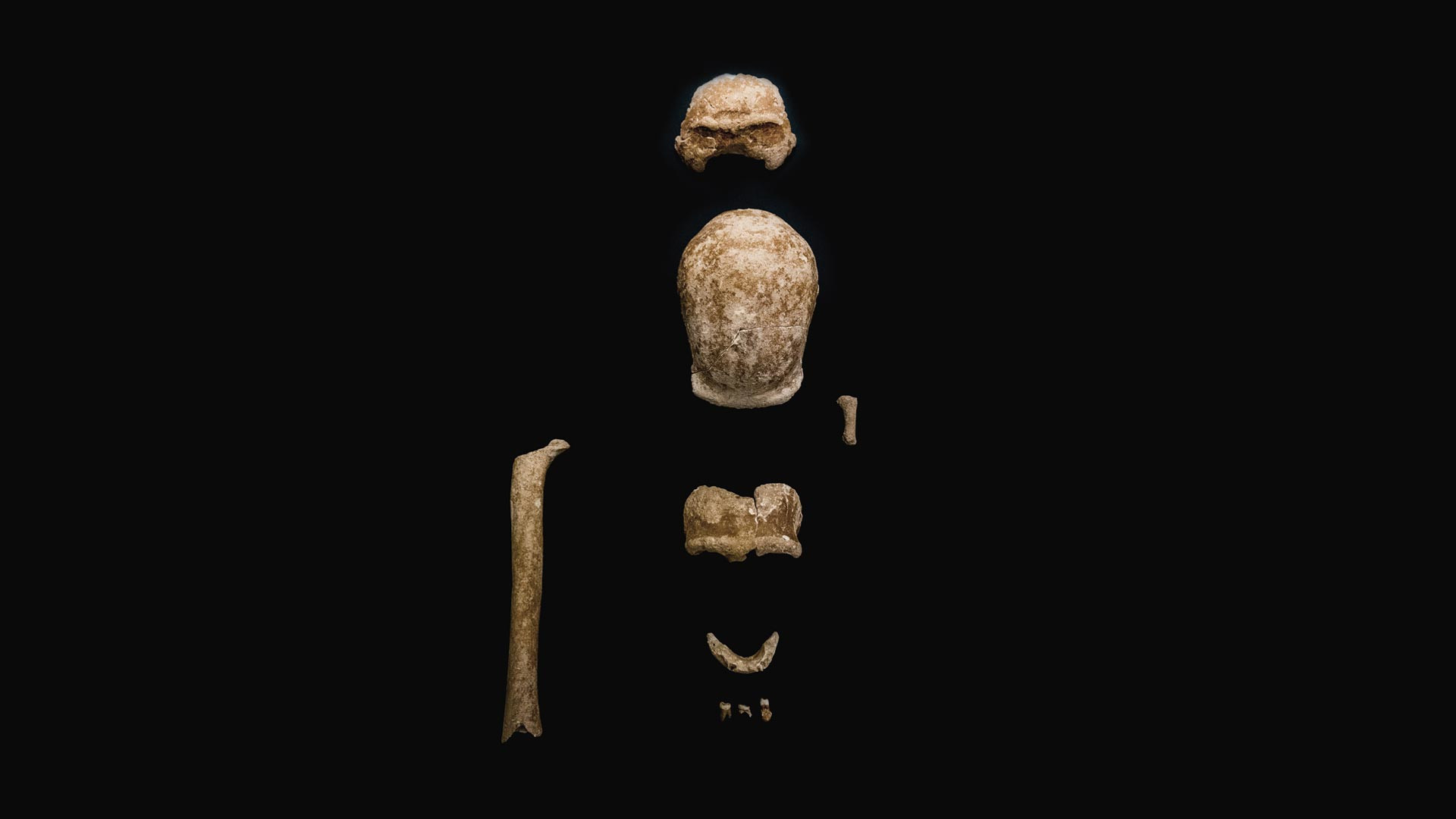
Ritrovamenti della campagna archeologica 2019-2021

## Studi e interpretazioni
I primi studi sul cranio vennero effettuati dal prof. Blanc, il quale, esaminando attentamente le ferite che il cranio riportava, in particolar modo il forame occipitale allargato, giunse alla conclusione che erano stati altri uomini di Neandertal ad effettuare quest'operazione di allargamento per poter estrarre il cervello e mangiarlo, a scopo rituale: il fatto di averlo trovato al centro di una corona di pietre sembrava confermare la sua ipotesi.
L'interpretazione di Blanc venne però smentita nel 1989, esattamente cinquant'anni dopo il ritrovamento, quando si riunirono al Circeo, in un convegno, studiosi provenienti da ogni parte del mondo. Questi ultimi sottolinearono che sul cranio non erano stati trovati segni di utensili con i quali si sarebbe potuto compiere, da parte di altri uomini, l'allargamento del forame del cranio stesso: gli unici segni trovati erano quelli di denti di iena. Tutti furono così concordi su questa nuova tesi: la grotta "Guattari" fu, intorno a circa 50.000 anni fa, la tana di una iena, e lo dimostrano le numerose ossa fossili ritrovate al suo interno, resti dei suoi pasti. L'animale ha trasportato nella sua tana il cadavere dell'uomo, o forse solo la testa, e ha allargato il foro occipitale per estrarne il cervello. Prova di ciò sono anche studi compiuti in Africa sul comportamento delle iene le quali, quando si imbattono in animali morti, portano via ossa e crani per spolparseli nelle loro tane e si limitano solamente a mordere la carne che vi è attaccata, senza spezzarne le ossa. Cosa che invece gli uomini avrebbero sicuramente fatto, se avessero voluto mangiare il contenuto del cranio. L'ipotesi del cannibalismo venne così ufficialmente smentita. L'intera vicenda in versione romanzesca è stata riportata dallo scrittore locale Antonio Pennacchi, nel suo libro "Le iene del Circeo", nel quale vengono riproposte le prime ipotesi della ricostruzione dello studioso Blanc, legando il cranio nuovamente a un rituale misterico da parte dei neanderthaliani.
Allo stato attuale la Soprintendenza sta valutando interventi tecnologicamente innovativi per la comprensione della frequentazione antropica della cavità. Tale progetto sarà mirato a una maggiore tutela, decodifica e valorizzazione di uno dei siti più importanti di frequentazione neandertaliana. Nuove datazioni e rivalutazioni paleoantropologiche saranno in grado di offrirci scenari più attendibili. Gli ormai obsoleti, ma non per questo meno importanti, studi del convegno del 1989, in cui vennero presentati i risultati degli studi circa la tafonomia e le datazioni dei resti, presentarono dei dati così riassunti:

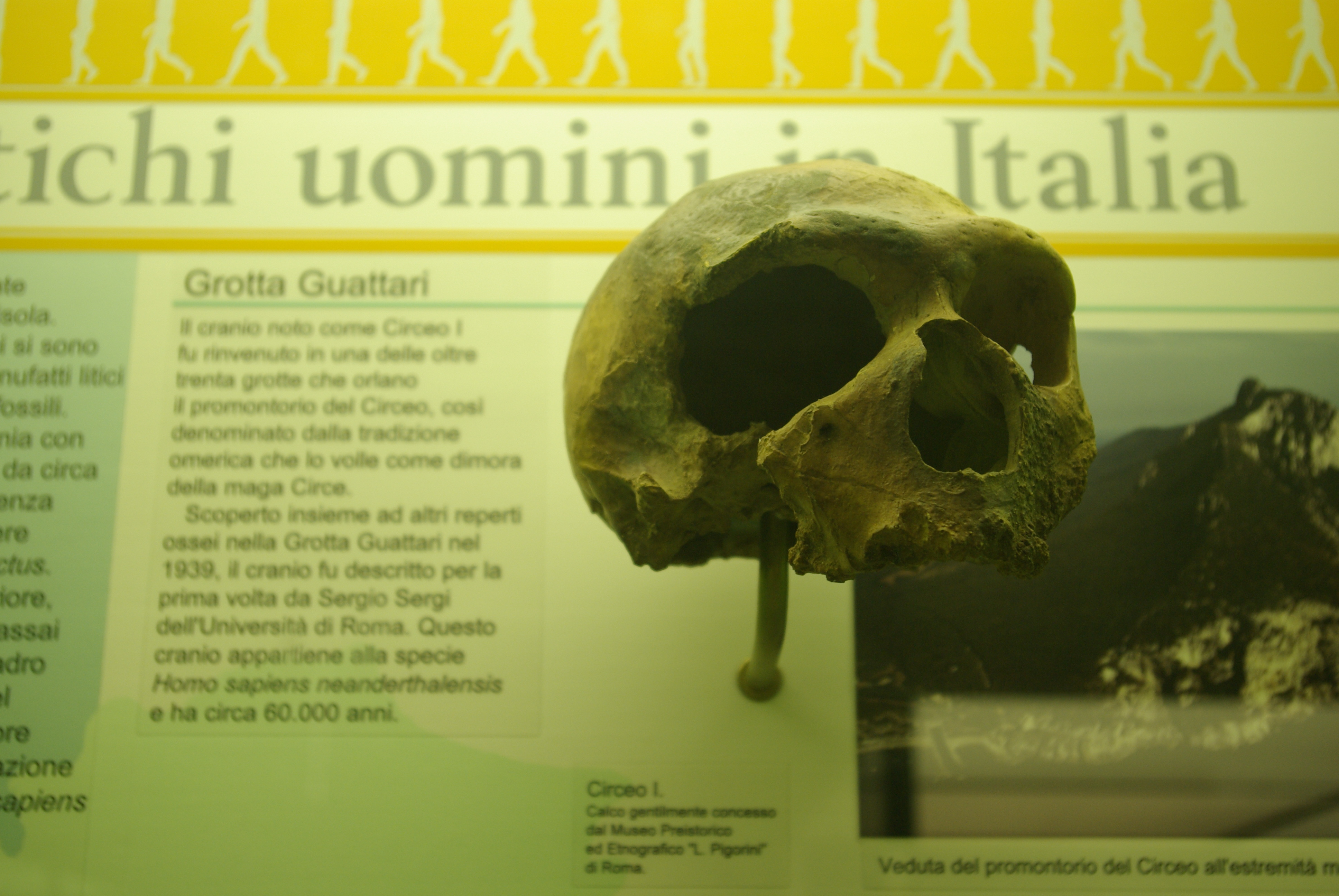
Calco del cranio ritrovato

- da 100.000 ad 80.000 anni fa (livello 7): la cavità è completamente invasa dal mare
- 75.000 anni fa (livello 5): a seguito dell'ultima glaciazione Würm, il mare inizia a regredire e la grotta, svuotata dall'acqua, viene occupata dall'Homo neanderthalensis
- 55.000 anni fa (livello 1): la presenza dei cacciatori neandertaliani si riduce progressivamente, probabilmente a seguito della parziale occlusione dell'ingresso della grotta a causa di una frana
- 50.000 anni fa: la grotta, oramai abbandonata dagli uomini, diviene tana di iene, che usano la cavità per accumulare resti di cibo per i cuccioli. Successivamente un'altra frana ostruisce, questa volta completamente, l'ingresso della grotta, che rimane così inviolata per cinquantamila anni, fino al 1939, quando viene di nuovo portata alla luce.

Nel più recente congresso del 2019 per gli 80 anni dalla scoperta, molte di quelle ipotesi sono state ridiscusse, soprattutto sulle modalità di frequentazione e sull'attribuzione di una delle due mandibola rinvenute al cranio Circeo 1.
Oggi i reperti fossili neandertaliani sono conservati presso il Museo Pigorini (cranio) e il Servizio di Antropologia S.A. B.A.P.-LAZ (le due mandibole).